# Andrés Perea
Andrés Perea (Tampa, 2000. november 14. –) amerikai válogatott labdarúgó, a New York City középpályása.

## Pályafutása

### Klubcsapatokban
Perea a floridai Tampa városában született. Az ifjúsági pályafutását a kolumbiai Atlético Nacional akadémiájánál kezdte.
2017-ben mutatkozott be az Atlético Nacional felnőtt keretében. A 2020-as szezonban az észak-amerikai első osztályban szereplő Orlando City csapatát erősítette kölcsönben. A lehetőséggel élve, 2021-ben az Orlando City-hez igazolt. 2022. december 6-án hároméves szerződést kötött a Philadelphia Union együttesével. Először a 2023. február 26-ai, Columbus Crew ellen 4–1-re megnyert mérkőzés 90+3. percében, Alejandro Bedoya cseréjeként lépett pályára. Első gólját 2023. március 26-án, az Orlando City ellen hazai pályán 2–1-es vereséggel zárult találkozón szerezte meg. A 2023-as idény második felében a New York City-nél szerepelt kölcsönben. 2024 januárjában a New York City szerződtette.

### A válogatottban
Perea az U17-es és az U20-asban Kolumbiát, míg az U23-as korosztályú válogatottban Amerikát képviselte.
2021-ben debütált az amerikai válogatottban. Először a 2021. február 1-jei, Trinidad és Tobago ellen 7–0-ra megnyert barátságos mérkőzés  félidejében, Sebastian Lletgetet váltva lépett pályára.

## Statisztikák
2023. július 13. szerint
| Klub               | Szezon   | Osztály  | Bajnokság | Bajnokság | Kupa  | Kupa | Nemzetközi | Nemzetközi | Összesen | Összesen |
| Klub               | Szezon   | Osztály  | Meccs     | Gól       | Meccs | Gól  | Meccs      | Gól        | Meccs    | Gól      |
| ------------------ | -------- | -------- | --------- | --------- | ----- | ---- | ---------- | ---------- | -------- | -------- |
| Orlando City       | 2020     | MLS      | 28        | 0         | 0     | 0    | —          | —          | 28       | 0        |
| Orlando City       | 2021     | MLS      | 27        | 2         | 0     | 0    | 1          | 0          | 28       | 2        |
| Orlando City       | 2022     | MLS      | 24        | 1         | 6     | 1    | —          | —          | 30       | 2        |
| Orlando City       | Összesen | Összesen | 79        | 3         | 6     | 1    | 1          | 0          | 86       | 4        |
| Philadelphia Union | 2023     | MLS      | 8         | 1         | 1     | 0    | 2          | 2          | 11       | 3        |
| Összesen           | Összesen | Összesen | 87        | 4         | 7     | 1    | 3          | 2          | 97       | 7        |

### A válogatottban
| Válogatott       | Év       | Pályára lépés | Gól |
| ---------------- | -------- | ------------- | --- |
| Egyesült Államok | 2021     | 1             | 0   |
| Összesen         | Összesen | 1             | 0   |

## Sikerei, díjai
Orlando City
- US Open Cup
  - Győztes (1): 2022